# IPhone 13 Pro
L'iPhone 13 Pro e l'iPhone 13 Pro Max sono due smartphone progettati e prodotti da Apple Inc.
Rappresentano la quindicesima generazione di iPhone e sostituiscono i modelli 12 Pro e 12 Pro Max.
Sono stati presentati il 14 settembre 2021 all'evento "California streaming" presso l'Apple Park insieme agli iPhone 13 e 13 mini. I preordini sono iniziati il 17 settembre 2021 e disponibili all'acquisto dal 24 settembre 2021.
Le principali differenze con l'iPhone 12 Pro sono il nuovo chip Apple A15 Bionic, un nuovo comparto fotografico, un nuovo display e una batteria migliorata.
Sono disponibili in 5 colorazioni: argento, grafite, oro, azzurro sierra e verde alpino, quest'ultima colorazione presentata all'evento "Peek Performance" dell'8 marzo 2022 assieme al nuovo verde per l'iPhone 13 e 13 mini.

## Descrizione
Il telefono ha uno schermo OLED Super Retina XDR da 6,1 pollici per l'iPhone 13 Pro e 6,7 pollici per l'iPhone 13 Pro Max, con un formato di 19,5:9. Inoltre, il loro display arriva ad una frequenza di aggiornamento di 120 Hz, prima volta su un iPhone e caratteristica non presente sui 13 e 13 mini. È dotato di un vetro "Ceramic Shield": un rivestimento di cristalli di ceramica introdotto per la prima volta sulla linea iPhone 12.
È dotato del nuovo chip Apple A15 Bionic prodotto con processo produttivo a 5 nm (dotato di 5 core GPU anziché i soli 4 presenti sugli iPhone 13) e della connettività 5G (la tecnologia mmWave è disponibile solo in alcuni mercati).
Gli iPhone 13 ripropongono un design squadrato introdotto con gli iPhone 12 ma presenta importanti modifiche sia sul lato anteriore, sia su quello posteriore. Davanti la notch è stata ridimensionata spostando l'altoparlante sul bordo superiore; dietro lo smartphone è stato dotato di un nuovo comparto fotocamere ingrandito anche in termini di sensori. Troviamo infatti tre obbiettivi da 12 megapixel (grandangolare, ultra-grandangolare e ottica zoom 3x).
Oltre ad una batteria migliorata in termini di durata di utilizzo, gli iPhone 13 Pro e 13 Pro Max sono dotati della connessione magnetica MagSafe, posta sul lato posteriore, già introdotta nel 2020 e che consente di collegare diversi accessori, come i caricatori wireless compatibili, consentendo a questi ultimi di centrare la posizione per una ricarica ideale.

## Nuove colorazioni
| Colorazioni | Colorazioni    | Colorazioni |
| Retro       | Retro          | Fronte      |
| ----------- | -------------- | ----------- |
|             | Argento        | Nero        |
|             | Grafite        | Nero        |
|             | Oro            | Nero        |
|             | Azzurro Sierra | Nero        |
|             | Verde Alpino   | Nero        |

Con uno chassis in acciaio inossidabile e vetro, l'iPhone 13 è disponibile nelle 5 colorazioni argento, grafite, oro, azzurro Sierra e verde Alpino; quest'ultima è stata presentata l'8 marzo 2022 in occasione dell'evento "Peek Performance" assieme al colore verde per gli iPhone 13 e 13 mini.
Rispetto all'iPhone 12 Pro, viene sostituito il blu Pacifico con una tonalità più chiara: l'azzurro Sierra, mentre per la prima volta viene introdotta una nuova colorazione primaverile sulla linea Pro: il verde Alpino.